# Eurytoma eccoptogastri
Eurytoma eccoptogastri är en stekelart som beskrevs av Julius Theodor Christian Ratzeburg 1844. Eurytoma eccoptogastri ingår i släktet Eurytoma och familjen kragglanssteklar.
Artens utbredningsområde är:
- Tyskland.
- Ungern.
- Italien.

Inga underarter finns listade i Catalogue of Life.